# Каджанг
Каджанг е град в щата Селангор, Малайзия. Населението му е 295 400 жители (2008 г.). Намира се на 21 км от столицата на страната, Куала Лумпур. Градът е основан през 1807 г., а получава статут на град на 1 януари 1997 г. Гъстотата на населението му е 685,06 жители/кв км. В метрополния район на Каджанг живеят 539 561 жители, от които: 51,3% са малайзийци, 38% са китайци, 9% са индийци, а 1,7% са от други етнически групи. Разположен е в часова зона UTC+8.